# جوناثان مورجان هيت
جوناثان مورجان هيت (بالإنجليزية: Jonathan Morgan Heit)‏ ممثل أمريكي ولد في 16 يوليو 2000 بدأ مشواره الفني وهو بعمر 6 سنوات في عام 2006 .

## روابط خارجية
- جوناثان مورجان هيت على موقع IMDb (الإنجليزية)
- جوناثان مورجان هيت على موقع روتن توميتوز (الإنجليزية)
- جوناثان مورجان هيت على موقع قاعدة بيانات الفيلم (الإنجليزية)